# Albo d'oro del campionato di Serie C
In questa voce viene riportato l'albo d'oro del campionato di Serie C, con l'elenco delle squadre vincitrici del torneo (precedentemente Seconda Divisione fino al 1928-1929, Prima Divisione fino al 1934-1935 e Lega Pro dal 2014-2015 al 2016-2017) e delle altre promosse in Serie B. Il conteggio comprende tutte le stagioni a partire dalla nascita della terza serie nazionale, nel 1926-1927, sino allo sdoppiamento della categoria, avvenuto a conclusione della stagione 1977-1978, per poi riprendere dalla riunificazione avvenuta in occasione della stagione 2014-2015.

## Albo d'oro

### Seconda Divisione (1926-1929)

#### 1926-1928
La nascita di una terza serie nazionale si fa risalire al 1926-1927, quando la Carta di Viareggio iniziò ad integrare il calcio meridionale nel sistema nazionale italiano, precedentemente basato sul predominio istituzionalizzato dei club padani. Escludendo dal calcio nazionale del DDS già Lega Nord molti club settentrionali per far posto a quelli meridionali, non si ritenne di spedirli nell’attività regionale ma si creò un nuovo settore interregionale intermedio, in capo al Direttorio Divisioni Inferiori Nord che assegnò anch'esso un suo titolo nazionale. Al contempo anche al Sud si organizzò un torneo di pari grado, ma in questo caso con una valenza che restava locale.
Albo d'oro della Seconda Divisione
| Edizione       | Vincitore     | Vincitore                 | Secondo posto | Terzo posto | Quarta                       | Altre promozioni           |
| Edizione       | Ritratto      | Squadra                   | Secondo posto | Terzo posto | Quarta                       | Altre promozioni           |
| -------------- | ------------- | ------------------------- | ------------- | ----------- | ---------------------------- | -------------------------- |
| 1926-1927 (1ª) |               | Monza (1º titolo)         | Ponziana      | Carrarese   | -                            | Valenzana Canottieri Lecco |
| 1927-1928 (2ª) |               | Edera Trieste (1º titolo) | Piacenza      | Forlì       | Viareggio Rivarolese Saronno |                            |
| 1927-1928 (2ª) | 16 altri club | Edera Trieste (1º titolo) | Piacenza      | Forlì       | Viareggio Rivarolese Saronno |                            |

Al Sud il primo anno vinse invece il Terni con Savoia e Tivoli anch’esse promosse a completamento degli organici. L’anno dopo vinse la Goliarda Roma seguita dalla Rosetana tutte più ammesse al Campionato Meridionale 1928-1929.

#### 1928-1929
Nel 1928-1929 i fascisti autorizzarono gli aspetti delle riforme del 1926 che avevano provvisoriamente stoppato. Gran parte dei club che erano stati esclusi dal DDS due anni prima poterono rientrarvi, e la Seconda Divisione perse ogni valenza nazionale. Al Sud si disputò un torneo analogo noto come Campionato Meridionale che assicurò la promozione in Serie B alla sola vincitrice del torneo, il Lecce.

### Prima Divisione (1929-1935)

#### 1929-1930
Il primo campionato di Prima Divisione, nel 1929-1930, fu organizzato su quattro gironi di cui tre riservati alle squadre del Nord e uno alle squadre del Sud. La promozione in Serie B veniva assicurata alle vincitrici di ciascun girone mentre la vittoria del campionato alla vincitrice del girone finale.
| Stagione  | Stagione           | Girone finale                      |
| --------- | ------------------ | ---------------------------------- |
| 1929-1930 | Vincitrice         | Udinese                            |
| 1929-1930 | Altre classificate | Palermo Derthona Lucchese Libertas |

#### 1930-1935
Nei successivi campionati di Prima Divisione, organizzati su un numero variabile di gironi eliminatori, la vittoria del torneo e la conseguente promozione in Serie B sono limitati alle sole vincitrici dei gironi finali (tre fino al 1932-1933, quattro nel 1933-1934 e due nel 1934-1935).
| Stagione  | Stagione         | Gironi finali       | Gironi finali | Gironi finali            |
| Stagione  | Stagione         | Girone A            | Girone B      | Girone C                 |
| --------- | ---------------- | ------------------- | ------------- | ------------------------ |
| 1930-1931 | Vincitrice       | Vigevanesi          | Comense       | Cagliari                 |
| 1931-1932 | Vincitrice       | Grion Pola          | Messina       | Sampierdarenese          |
| 1932-1933 | Vincitrice       | Perugia             | Foggia        | Vezio Parducci Viareggio |
| 1932-1933 | Altre promozioni | Catanzarese Seregno | SPAL Pavia    | Vicenza Derthona         |

| Stagione  | Stagione   | Gironi finali | Gironi finali | Gironi finali     | Gironi finali |
| Stagione  | Stagione   | Girone A      | Girone B      | Girone C          | Girone D      |
| --------- | ---------- | ------------- | ------------- | ----------------- | ------------- |
| 1933-1934 | Vincitrice | L'Aquila      | Pisa          | Lucchese Libertas | Catania       |

| Stagione  | Stagione   | Gironi finali | Gironi finali |
| Stagione  | Stagione   | Girone A      | Girone B      |
| --------- | ---------- | ------------- | ------------- |
| 1934-1935 | Vincitrice | Taranto       | Siena         |

### Serie C (1935-1978)

#### 1935-1936
Il campionato 1935-1936 fu il primo di Serie C e fu organizzato su quattro gironi con suddivisione geografica delle squadre partecipanti. La promozione in Serie B venne limitata alle sole vincitrici di ciascun raggruppamento.
| Stagione  | Stagione   | Gironi   | Gironi    | Gironi   | Gironi      |
| Stagione  | Stagione   | Girone A | Girone B  | Girone C | Girone D    |
| --------- | ---------- | -------- | --------- | -------- | ----------- |
| 1935-1936 | Vincitrice | Venezia  | Cremonese | Spezia   | Catanzarese |

#### 1936-1938
Per le due edizioni del 1936-1937 e 1937-1938 i gironi diventarono cinque, mantenendo la consueta suddivisione geografica delle squadre partecipanti. La promozione in Serie B venne, anche in questo caso, limitata alle sole vincitrici di ciascun raggruppamento.
| Stagione  | Stagione   | Gironi   | Gironi   | Gironi    | Gironi             | Gironi      |
| Stagione  | Stagione   | Girone A | Girone B | Girone C  | Girone D           | Girone E    |
| --------- | ---------- | -------- | -------- | --------- | ------------------ | ----------- |
| 1936-1937 | Vincitrice | Padova   | Vigevano | Sanremese | Anconitana-Bianchi | Taranto     |
| 1937-1938 | Vincitrice | SPAL     | Fanfulla | Casale    | Siena              | Salernitana |

#### 1938-1943
Dalla stagione 1938-1939 il torneo tornò ad essere suddiviso in due fasi, entrambe a gironi. Vennero promosse in Serie B le vincitrici dei due gironi finali e le seconde classificate.
| Stagione  | Stagione         | Gironi finali | Gironi finali |
| Stagione  | Stagione         | Girone A | Girone B |
| --------- | ---------------- | --- | --- |
| 1938-1939 | Vincitrice       | Brescia | Catania |
| 1938-1939 | 2ª classificata  | Udinese | Molinella |
| 1939-1940 | Vincitrice       | Reggiana | Vicenza |
| 1939-1940 | 2ª classificata  | Savona | Macerata |
| 1939-1940 | Altre promozioni | Spezia | |
| 1940-1941 | Vincitrice       | Prato | Fiumana |
| 1940-1941 | 2ª classificata  | Pro Patria | Pescara |
| 1941-1942 | Vincitrice       | MATER | Palermo-Juventina |
| 1941-1942 | 2ª classificata  | Cremonese | Anconitana-Bianchi |
| 1942-1943 | Vincitrice       | Varese Sportiva | Pro Gorizia |
| 1942-1943 | 2ª classificata  | Salernitana | Verona |
| 1942-1943 | Altre promozioni | Altre 25 squadre dell'Italia settentrionale furono in seguito ammesse al campionato di Serie B-C Alta Italia che si disputò al termine della seconda guerra mondiale | Altre 25 squadre dell'Italia settentrionale furono in seguito ammesse al campionato di Serie B-C Alta Italia che si disputò al termine della seconda guerra mondiale |

#### 1945-1948
Le tre edizioni della terza serie dal 1945-1946 al 1947-1948, che a causa della seconda guerra mondiale appena conclusa vennero eccezionalmente organizzati da leghe completamente indipendenti, non vengono conteggiati nelle statistiche. Se ne riportano comunque gli esiti a titolo informativo.
| Stagione  | Stagione         | Gironi | Gironi |
| Stagione  | Stagione         | Lega Nazionale Alta Italia                                                                                            | Lega Nazionale Centro-Sud |
| --------- | ---------------- | --- | --- |
| 1945-1946 | Vincitrice       | Mestrina | Prato Perugia Alba Roma Lecce |
| 1945-1946 | Altre promozioni | Tutte le partecipanti al campionato di Serie B-C Alta Italia ad eccezione delle ultime classificate di ciascun girone | Lucchese Empoli Pistoiese Viareggio Pisa Carrarese Vaccarezza Rieti Ternana Arsenale Taranto Audace Taranto Foggia Brindisi Catanzaro Siracusa |

| Stagione  | Stagione | Gironi                    | Gironi                     | Gironi                  |
| Stagione  | Stagione | Lega Interregionale Nord  | Lega Interregionale Centro | Lega Interregionale Sud |
| --------- | -------- | ------------------------- | -------------------------- | ----------------------- |
| 1946-1947 | Promosse | Magenta Vita Nova Bolzano | Centese Gubbio             | Nocerina                |
| 1947-1948 | Promosse | Nessuna                   | Nessuna                    | Nessuna                 |

#### 1948-1952
Dalla stagione 1948-1949 il torneo venne gestito dalla Lega Nazionale e fu organizzato su quattro gironi con suddivisione geografica delle squadre partecipanti. La promozione in Serie B venne limitata alle sole vincitrici di ciascun raggruppamento. Nell'ultima stagione con questo format, nel 1951-1952, l'unica promozione nei cadetti fu riservata alla squadra vincitrice del girone finale.
| Stagione  | Stagione   | Gironi     | Gironi            | Gironi     | Gironi        |
| Stagione  | Stagione   | Girone A   | Girone B          | Girone C   | Girone D      |
| --------- | ---------- | ---------- | ----------------- | ---------- | ------------- |
| 1948-1949 | Vincitrice | Fanfulla   | Udinese           | Prato      | Catania       |
| 1949-1950 | Vincitrice | Seregno    | Treviso           | Anconitana | Messina       |
| 1950-1951 | Vincitrice | Monza      | Marzotto Valdagno | Piombino   | Stabia        |
| 1951-1952 | Vincitrice | (Vigevano) | (Piacenza)        | Cagliari   | (Toma Maglie) |

#### 1952-1958
Dalla stagione 1952-1953 il torneo diventò a girone unico. Vennero promosse in Serie B sia la vincitrice del torneo che la 2ª classificata.
| Stagione  | Stagione        | Girone unico   |
| --------- | --------------- | -------------- |
| 1952-1953 | Vincitrice      | Pavia          |
| 1952-1953 | 2ª classificata | Alessandria    |
| 1953-1954 | Vincitrice      | Parma          |
| 1953-1954 | 2ª classificata | Taranto        |
| 1954-1955 | Vincitrice      | Bari           |
| 1954-1955 | 2ª classificata | Livorno        |
| 1955-1956 | Vincitrice      | Venezia        |
| 1955-1956 | 2ª classificata | Sambenedettese |
| 1956-1957 | Vincitrice      | Prato          |
| 1956-1957 | 2ª classificata | Lecco          |
| 1957-1958 | Vincitrice      | Reggiana       |
| 1957-1958 | 2ª classificata | Vigevano       |

#### 1958-1959
La stagione 1958-1959 fu l'unica con la Serie C organizzata su due gironi con suddivisione geografica delle squadre partecipanti. La promozione in Serie B venne limitata alle sole vincitrici di ciascun raggruppamento.
| Stagione  | Stagione   | Gironi   | Gironi    | Gironi |
| Stagione  | Stagione   | Girone A | Girone B  |        |
| --------- | ---------- | -------- | --------- | ------ |
| 1958-1959 | Vincitrice | Mantova  | Catanzaro |        |

#### 1959-1978
Dalla stagione 1959-1960 il torneo fu organizzato in tre gironi mantenendo la consueta suddivisione geografica delle squadre partecipanti. La promozione in Serie B venne, anche in questo caso, limitata alle sole vincitrici di ciascun raggruppamento. La categoria mantenne questo format per due decenni, sino alla stagione 1977-1978.
| Stagione  | Stagione   | Gironi      | Gironi         | Gironi      |
| Stagione  | Stagione   | Girone A    | Girone B       | Girone C    |
| --------- | ---------- | ----------- | -------------- | ----------- |
| 1959-1960 | Vincitrice | Pro Patria  | Prato          | Foggia      |
| 1960-1961 | Vincitrice | Modena      | Lucchese       | Cosenza     |
| 1961-1962 | Vincitrice | Triestina   | Cagliari       | Foggia      |
| 1962-1963 | Vincitrice | Varese      | Prato          | Potenza     |
| 1963-1964 | Vincitrice | Reggiana    | Livorno        | Trani       |
| 1964-1965 | Vincitrice | Novara      | Pisa           | Reggina     |
| 1965-1966 | Vincitrice | Savona      | Arezzo         | Salernitana |
| 1966-1967 | Vincitrice | Monza       | Perugia        | Bari        |
| 1967-1968 | Vincitrice | Como        | Cesena         | Ternana     |
| 1968-1969 | Vincitrice | Piacenza    | Arezzo         | Taranto     |
| 1969-1970 | Vincitrice | Novara      | Massese        | Casertana   |
| 1970-1971 | Vincitrice | Reggiana    | Genoa          | Sorrento    |
| 1971-1972 | Vincitrice | Lecco       | Ascoli         | Brindisi    |
| 1972-1973 | Vincitrice | Parma       | SPAL           | Avellino    |
| 1973-1974 | Vincitrice | Alessandria | Sambenedettese | Pescara     |
| 1974-1975 | Vincitrice | Piacenza    | Modena         | Catania     |
| 1975-1976 | Vincitrice | Monza       | Rimini         | Lecce       |
| 1976-1977 | Vincitrice | Cremonese   | Pistoiese      | Bari        |
| 1977-1978 | Vincitrice | Udinese     | SPAL           | Nocerina    |

### Serie C1 (1978-2008)
A partire dalla stagione 1978-1979, la categoria fu suddivisa nei due tornei di Serie C1 e Serie C2.

### Lega Pro Prima Divisione (2008-2014)
A partire dalla stagione 2008-2009 il campionato di Serie C1 prese il nome di Lega Pro Prima Divisione.

### Lega Pro (2014-2017)
Dalla stagione 2014-2015 la categoria venne riunificata. Il torneo fu quindi organizzato secondo l'ultimo format adottato dalla Serie C, ovvero tre gironi con suddivisione geografica delle squadre partecipanti. Sono promosse in Serie B le vincitrici di ciascun raggruppamento e la vincente dei play-off.
| Stagione  | Stagione       | Gironi     | Gironi   | Gironi      |
| Stagione  | Stagione       | Girone A   | Girone B | Girone C    |
| --------- | -------------- | ---------- | -------- | ----------- |
| 2014-2015 | Vincitrice     | Novara     | Ascoli   | Salernitana |
| 2014-2015 | Vinc. play-off | Como       | Como     | Como        |
| 2015-2016 | Vincitrice     | Cittadella | SPAL     | Benevento   |
| 2015-2016 | Vinc. play-off | Pisa       | Pisa     | Pisa        |
| 2016-2017 | Vincitrice     | Cremonese  | Venezia  | Foggia      |
| 2016-2017 | Vinc. play-off | Parma      | Parma    | Parma       |

### Serie C (dal 2017)
Dalla stagione 2017-2018 la categoria tornò a chiamarsi Serie C, mentre il format rimase il medesimo della stagione precedente.
| Stagione  | Stagione       | Gironi         | Gironi         | Gironi         |
| Stagione  | Stagione       | Girone A       | Girone B       | Girone C       |
| --------- | -------------- | -------------- | -------------- | -------------- |
| 2017-2018 | Vincitrice     | Livorno        | Padova         | Lecce          |
| 2017-2018 | Vinc. play-off | Cosenza        | Cosenza        | Cosenza        |
| 2018-2019 | Vincitrice     | Virtus Entella | Pordenone      | Juve Stabia    |
| 2018-2019 | Vinc. play-off | Pisa e Trapani | Pisa e Trapani | Pisa e Trapani |
| 2019-2020 | Vincitrice     | Monza          | Vicenza        | Reggina        |
| 2019-2020 | Vinc. play-off | Reggiana       | Reggiana       | Reggiana       |
| 2020-2021 | Vincitrice     | Como           | Perugia        | Ternana        |
| 2020-2021 | Vinc. play-off | Alessandria    | Alessandria    | Alessandria    |
| 2021-2022 | Vincitrice     | Südtirol       | Modena         | Bari           |
| 2021-2022 | Vinc. play-off | Palermo        | Palermo        | Palermo        |
| 2022-2023 | Vincitrice     | Feralpisalò    | Reggiana       | Catanzaro      |
| 2022-2023 | Vinc. play-off | Lecco          | Lecco          | Lecco          |
| 2023-2024 | Vincitrice     | Mantova        | Cesena         | Juve Stabia    |
| 2023-2024 | Vinc. play-off | Carrarese      | Carrarese      | Carrarese      |
| 2024-2025 | Vincitrice     | Padova         | Virtus Entella | Avellino       |
| 2024-2025 | Vinc. play-off | Pescara        | Pescara        | Pescara        |

## Dati statistici
Il conteggio si riferisce ai soli campionati di Serie C.

### Squadre Plurivincitrici
Di seguito si riporta l'elenco delle squadre vincitrici di due o più campionati di Serie C.
- 6 volte: Prato
- 5 volte: Reggiana
- 4 volte: Bari, Catania, Cesena, Juve Stabia, Monza, Ternana, SPAL, Salernitana
- 3 volte: Avellino, Catanzaro[9], Lecce, Modena, Novara, Padova, Parma, Reggina, Perugia, Virtus Entella
- 2 volte: Anconitana[10], Arezzo, Ascoli[11], Cagliari, Como, Cremonese, Fanfulla, Foggia, Mantova, Piacenza[12], Taranto, Udinese, Varese[13], Venezia, Lucchese

### Cavolo
Di seguito si riporta l'elenco delle squadre promosse in due o più occasioni nella categoria superiore. Sono escluse dal conteggio le ammissioni per completamento organici e le vincitrici dei campionati denominati C1. 
- 6 volte: Prato
- 5 volte: Reggiana, Ternana
- 4 volte: Bari, Catania, Juve Stabia, Salernitana, SPAL, Monza
- 3 volte: Alessandria, Anconitana[14], Catanzaro[15],Cremonese, Lecco, Lecce, Modena, Novara, Taranto, Udinese, Parma, Pescara
- 2 volte: Arezzo, Ascoli[11], Cagliari,  Fanfulla, Foggia, Livorno, Mantova,  Piacenza, Pro Patria, Sambenedettese, Savona, Varese[16], Venezia, Vigevano, Virtus Entella

### Record
- Il Foggia (1959-1960, 1961-1962) è l'unica squadra ad aver vinto il torneo in due occasioni a distanza di due anni l'una dall'altra.
- Il Prato è la squadra con più titoli, avendone ben 6 in bacheca.